# François Écoiffier
François Pierre Louis Écoiffier, né le 28 juin 1851 à Prades (Pyrénées-Orientales) et mort le 23 juillet 1913 à Perpignan, est un médecin, industriel et homme politique français. Il est maire de Thuir de 1892 à 1901.

## Biographie
Né à Prades (Pyrénées-Orientales) dans une famille de notables et de propriétaires en 1851, François Écoiffier soutient sa thèse de médecine en 1883 et s'installe comme médecin à Thuir, dans le même département. Il épouse Thérèse Violet, héritière des établissements Byrrh, ce qui accroît largement sa fortune, qu'il investit dans diverses activités locales : agriculture à Alénya, thermalisme (il devient actionnaire principal des thermes de Thuès-les-Bains et Molitg-les-Bains), mines de fer du Canigou et électricité, dont il devient un des pionniers en participant à la création de centrales de production et à l'électrification de plusieurs villages, puis en créant une entreprise de distribution qui sera en 1946 absorbée dans EDF.
Il est maire de Thuir de 1892 à 1902. Il possède également une très importante collection d'ouvrages et documents originaux sur l'Histoire des Pyrénées-Orientales et finance des fouilles archéologiques dans le département. Il est membre du Club alpin français. Une avenue de Thuir porte son nom.